# 历史片
历史片（英語：Historical fiction）是电影片种之一。“历史”是文学中常见的，在历史片里，它包括“历史”和“历史上的人物”，包括当时的政治、经济、文化、社会风俗，历史片必须关注“细节”，如果稍有误差，就会出现“穿帮”镜头。
在大中华地区的历史片里，常常出现的穿帮是：明朝才有的线装书出现在明朝以前的朝代；“奉天承运皇帝，诏曰”也往往读成“奉天承运，皇帝诏曰”，而且出现在明朝朱元璋之前。服飾、禮儀與背景不符等。同时，这也是大中华地区历史电视剧的常见错误。

## 概念
“历史”就是过去了的事情，历史片就是讲述过去了的事情的电影。
历史片往往选取重大历史事件、历史题材、历史人物，它既呈现当时的真实情况，也允许虚构情节，但是“历史进程”必须尊重自然法则，即过去发生了的朝代更替不能篡改，皇帝轮替也不能乱改等。
历史片往往根据史书来拍摄，有时候，人物名字或者事件地点会有所更换。艺术允许虚构，只要它不偏离正轨，自己建立“历史”，如果出现了自己建立或书写历史这样的情况，例如“韩国赢得美国内战”，那就是荒诞不羁。

## 类型
历史片下辖一个重要的类别就是“史诗片”，史诗片用全景拍摄、全程外景拍摄等方式，花费巨额资金，服装、器物等都是古代复制品，华丽的古代服饰、当年的语言环境、当时的风俗都是史诗片的重要细节。